# L'Homme du XXe siècle
 (novembre 2020).
Si vous disposez d'ouvrages ou d'articles de référence ou si vous connaissez des sites web de qualité traitant du thème abordé ici, merci de compléter l'article en donnant les références utiles à sa vérifiabilité et en les liant à la section « Notes et références ».
L'Homme du XXe siècle est un  jeu télévisé français créé par Armand Jammot et Pierre Cardinal, présenté par Pierre Sabbagh sur une réalisation de Jean Royer. Elle est diffusée pour la première fois sur l'unique chaîne de télévision de la RTF (devenu l'ORTF en 1964) le 2 novembre 1961 et arrête sa diffusion le 11 décembre 1964.

## Historique
Ce jeu, né sur les cendres de Télé-Match, est le grand-père spirituel de tous les jeux télévisuels actuels basés sur des questions de connaissances et la participation des téléspectateurs. L'Homme du XXe siècle se rapproche de l'émission française Questions pour un champion.
En 1962, la France entière se passionne pour ce jeu, le savoir encyclopédique des candidats fascine les téléspectateurs. Cette émission qui tient une place de tout premier ordre dans l’histoire de la télévision reste, encore aujourd’hui, une référence pour les professionnels comme pour le public qui l'a connue.
Lors de la première saison, l'émission passait les lundis, mardis et mercredis avec une finale en soirée un jeudi sur deux ; lors de la deuxième saison, l'émission passait les mardis, mercredis et les jeudis à 19 h 20, avec une finale un dimanche sur deux à deux heures de l’après-midi, parfois reportée le lundi suivant l'actualité.
Même si l’émission donnait la sensation du direct, elle était bel et bien préalablement enregistrée sur une seule journée.
Les moments les plus intenses furent les finales du Super Homme du XXe siècle en mai-juin 1963, pour la première saison et à la même période de 1964 pour la deuxième. Elle réunissaient six Hommes du XXe siècle, anciens meilleurs vainqueurs. Du haut niveau.
Le jeu termina sa carrière en décembre 1964, après avoir connu plusieurs formules, sans que son principe même ne change. C’est là ce que les téléspectateurs regretteront car tout le monde pouvait s’amuser devant son récepteur en même temps que les concurrents.
Pierre Sabbagh mit au point fin 1964 une nouvelle émission de jeux hebdomadaires, Le Manège (genre scrabble), qui prit le départ le premier jeudi de janvier 1965. Mais elle n’eut pas autant de succès, et ne put faire oublier le regretté Homme du XXe siècle.
« Sidonie », la plus fidèle et loyale collaboratrice de ce jeu, machine électronique qui avait couté dix millions à Pierre Sabbagh (mais amortie en un trimestre) pour permettre une utilisation et un contrôle « temps réel » des boitiers de réponse, a fini, sans doute, à la casse…

## Principe du jeu
1)  Sept concurrents sélectionnés (ou joueurs) ont à répondre à une série d’épreuves visuelles et sonores. Le jeu se déroule sur deux semaines à raison de trois émissions la première semaine, et quatre la deuxième. À chacune des six premières émissions un joueur est éliminé. Le temps de réponse est limité.
2) Lors de la saison 1962-1963, le dernier joueur restant en jeu est opposé à une équipe représentant une ville de France ; lors de la saison 1963-1964, il rencontre trois challengers qui sont les éliminés des émissions 4,5 et 6 (sauf pour la finale des finales). Enfin, lors de la courte troisième saison (dernier trimestre de 1964), six candidats s'opposent (au lieu de sept). À partir de la cinquième émission, les deux candidats restants s'affrontent au cours de trois manches : la première rapporte 100 points au vainqueur ; la deuxième, 200 points ; la troisième, qui constitue la finale de la quinzaine, vaut 300 points. En cas d'égalité, des questions supplémentaires sont posées (le cas ne s'est pas présenté).
3) En fin de jeu, la ou les personne(s) possédant un livret de caisse d’épargne et de prévoyance dont le montant correspond à un nombre déterminé au cours du jeu, reçoit (ou se partagent) une somme égale au double du montant gagné par le vainqueur de l’émission finale (sauf les joueurs eux-mêmes).
4) Les questions posées sont de deux sortes :  « Collectives » : donnant 7, 5 ou 3 selon le nombre de répondant sans retrait de points possible ; ou « Aux enchères » : cotation par le candidat entre 2 et 10 points. En cas d’erreur les points sont défalqués.
Un jeu électrique de société à l'effigie de l'émission fut diffusé à cette époque, afin de permettre aux familles de se divertir… ou de s'entraîner.
Le jeu mettait à l’épreuve des candidats spécialisés dans un domaine précis : art, notre temps, histoire et géographie, littérature ou sciences et techniques. Les questions portaient sur tous les domaines de la connaissance sur 5 siècles, du XVIe siècle à 1961/1964, représentant ce que devrait savoir l'homme moderne idéal. Les candidats pouvaient se remplacer pour répondre aux soixante questions réparties sur cinq semaines. Le gain maximal de l’équipe était de 80 000 francs (équivalent à environ 90 000 € de 2009).
Pour la première fois, les téléspectateurs pouvaient jouer et gagner en prenant part à un tirage au sort en fin d'émission, à condition d'être titulaire d'un livret de la Caisse d’épargne. Les téléspectateurs gagnants, grands inconnus anonymes, furent les plus veinards : ils gagnaient le double de la somme gagnée par les candidats, selon le montant du solde (tiré au sort par les concurrents) de leur compte de caisse d’épargne !
C’est une des origines de son très grand succès, et qui en font encore un jeu « moderne » aujourd’hui.

## Évolution du jeu
Premier grand jeu audiovisuel qui réunissait la France des années 1960 devant l'écran en noir et blanc, L'Homme du XXe siècle était un jeu de questions de culture générale. Mais c’était aussi un jeu d’intelligence dans lequel on retrouvait des questions de logique un peu comme celles que l’on retrouve aujourd’hui dans les tests d'orientation ou de recrutement des entreprises. Ce jeu nécessitait jugeote, perspicacité et stratégie. Les règles ont plusieurs fois été modifiées au cours de la diffusion finissant par en atténuer l'attrait.
Par exemple la formule 1963-64 avait vu la mise en place, en cas d’échec par la suite, de la perte de 9/10 du gain obtenu par le gagnant d'une finale qui souhaitait revenir, comme on le lui proposait, pour une deuxième et dernière série d'émissions. L'année précédente les candidats vainqueurs pouvaient revenir sans perdre leur gain de leur première victoire. C’est la raison pour laquelle des candidats brillants comme messieurs Benedite et Parent n’allèrent pas en deuxième quinzaine. Seul M. Baert prit ce risque et se retrouva au programme à la rentrée de septembre 1964, où il perdit au bout de quatre finales. Avec le recul et l’expérience que l’on a aujourd’hui de ces jeux télévisés, on se rend bien compte de la volonté des producteurs d’éviter qu’un candidat ne monopolise trop l’écran, ou que le jeu se professionnalise. Cela eut pour effet de rendre les candidats un peu plus « frileux. ».

## Participants
Il y eut quelques participants célèbres, dont le comédien Robert Manuel, qui gagna une finale, Jacques Veber ou encore le non moins célèbre Alain Bombard ou l'alpiniste-cinéaste Marcel Ichac.
Quelques femmes purent prétendre à devenir la femme du XXe siècle : Josette Desuché, professeur de philosophie à la Roche-sur-Yon, fut la première femme à gagner le jeu (face à Alain Bombard) en mars 1964. Elle fut, peu de temps après, suivi de Françoise Nicolas gagnante par une victoire écrasante sur ses trois adversaires. Fut aussi excellente Madeleine Saval, de son vrai nom Gabrielle Tenardon (caché au départ de peur de ternir le nom de son mari, industriel de Longjumeau, qui avait finalement de quoi être fier). Elle tira son pseudonyme de l'artiste Dany Saval sur proposition de Pierre Sabbagh. Elle fut battue de justesse en octobre 1963 par un des futurs supers finalistes.
Georges Rivault, de Noisy-le-Grand, professeur de lettres et histoire-géographie (166 rue Pelleport Paris XXe), ancien instituteur de « cours complémentaires » (faisant partie de feu l'enseignement primaire supérieur), gagna la première finale des finales. Il aurait volontiers participé à la seconde et dernière Super Finale pour tenter rester le seul Super Homme du XXe siècle, même si les règles avaient changé. Il fut nommé par Mme Bezet, téléspectatrice de 83 ans, directrice d’école honoraire, avec ses « collègues » Messieurs Mazoyer et Parent, membre du très fermé Club des « Grands Instituteurs du XXe siècle ».
Les participants de cette super finale de 1963 furent MM. Rivault, Gillet, Foy, Mazoyer, Robert Manuel et Martin. MM. Rivault et Gillet dominèrent nettement (134 et 124 points au terme des six premières émissions) devant M. Mazoyer (88 points), M. Martin (87 points), le benjamin, M. Foy (81 points) et M. Manuel (51 points). Pour terminer cette finale des finales, M. Rivault fut opposé à ses cinq challengers qui répondaient aux questions selon un tirage au sort. M. Rivault l'emporta par 84 points à 55.
Les participants de la dernière grande finale de 1964 furent : Francis Pichon, Aurélien Parent, Jean Baert, Jean-Claude Boutou, Daniel Benedite et René Lefebvre. Contrairement à l'année précédente, cette super finale se déroulait par élimination directe et non par cumul de points. Le finale fut directement un face à face, et non plus le regroupement des autres participants contre le meilleur d'entre eux.  Les questions devinrent plus pointues et donc plus spécialisées. Furent successivement éliminés MM. Parent, Lefebvre, Baërt et Boutou. Les deux finalistes furent Daniel Benedite et Francis Pichon : de vrais puits de sciences ! M. Pichon, septuagénaire, professeur d’histoire à l'école du Montcel, en retraite (né le 20 février 1894 à Jallais - mort le 23 décembre 1972, auteur du livre Histoire barbare des Français, 1964), qui détenait déjà le record de points marqués, devint finalement le deuxième et dernier Super Homme du XXe siècle le 7 juin 1964.
Aurélien Parent, directeur maître d'école à Jouy-sur-Morin, digne héritier du hussard noir, sportif accompli et excellent pongiste à l’origine du développement du tennis de table Ufolep en Seine-et-Marne, super finaliste malheureux, permit de redonner ses lettres de noblesse au « Certif. » (certificat d'études primaires) en démontrant lors d'une interview qu'une bonne partie des réponses pouvait être trouvée dans le programme de cette formation disparue. L'anecdote voulut qu'il se retrouve confronté en Super Finale à M Benedite vainqueur d'un de ses anciens professeurs (M. Dubreuil). Il ne put malheureusement mieux faire face a ce futur super finaliste, toutefois finalement vaincu par M. Pichon.
La troisième saison fut trop courte pour organiser une super finale. La vedette en fut M. Jean Baërt (ancien gagnant déjà de télé-match), dernier vainqueur de la saison précédente et super finaliste, qui fut le seul candidat à remettre ses gains en jeu. Il gagna encore deux quinzaines et fut battu à la troisième par M. Hubert.
Cette émission avait donné à ses participants une certaine célébrité. Il n'était pas rare qu'ils soient reconnus et abordés dans la rue pour une photographie ou la signature d'un autographe. Il n'y avait qu'une seule chaine de télévision à l'époque, et ce programme noir et blanc était suivi de tous. Dans les villes et villages, les voisins se regroupaient autour de l'heureux propriétaire d'un poste de télévision pour suivre et participer à ce jeu. L'engouement était profond.
De nombreux articles de presse, tous types confondus, relataient à chaque diffusion l'aventure de ces hommes et femmes désireux de devenir un vrai "Homme du XXe siècle".

## Filmographie
L'évocation de ce très célèbre jeu se retrouve dans le film devenu culte Les Tontons flingueurs (qui n'était pas aussi célèbre que l'émission jeu à l'époque), tourné en 1963. On l'observe dans la merveilleuse et truculente scène de la péniche, pastiche d'un conseil d'administration, lorsque vient le tour de Mme Mado de faire son compte rendu :
Extrait :
M. Fernand (Lino Ventura)
– « Chère Madame, on m'a fait état d'embarras dans votre gestion, momentanés j'espère. Souhaiteriez-vous nous fournir quelques explications ? »
Mme Mado (Dominique Davray)
- « Des explications, Monsieur Fernand, y'en a deux : récession et manque de main-d'œuvre. C'est pas que la clientèle boude, c'est qu'elle a l'esprit ailleurs... Le furtif, par exemple, a complètement disparu. »
M. Fernand
– « Le furtif ? »
Mme Mado
– « Le client qui venait en voisin  "Bonjour Mesdemoiselles, au revoir Madame"... Au lieu de descendre après le dîner y reste devant sa télé pour voir si, par hasard, y serait pas un peu L'Homme du XXe siècle ! ... »

## Parutions
Plusieurs articles en 1963 et 1964, et même 1965
- Le Parisien libéré
- Le Journal du Dimanche
- L'Aurore
- La Liberté de Seine-et-Marne
- Le Pays briard
- L'Oise Matin
- La Marne
- Paris Presse
- TV Télé
- Télé 7 jours
- Télé magazine